# Greg Hancock

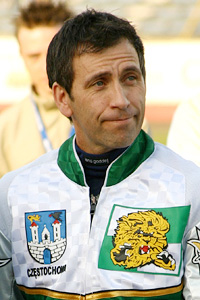
Greg Hancock, 2007

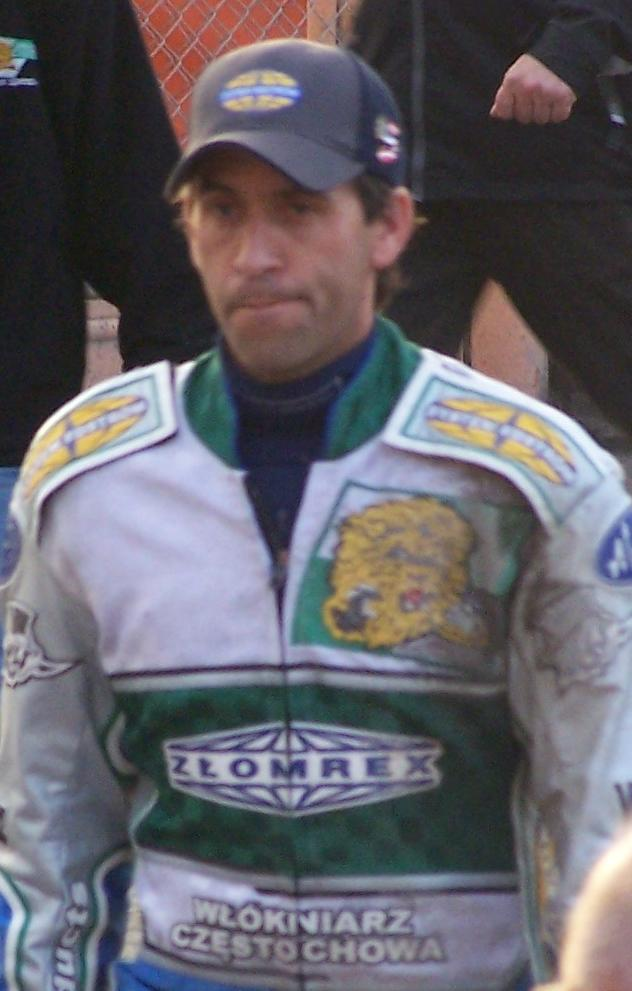
Greg Hancock in Bydgoszsz 2006

Gregory Alan Hancock (* 3. Juni 1970 in Whittier, USA, auch: Greg Hancock) ist ein US-amerikanischer Speedwayfahrer. Er ist der einzige Fahrer, der bei den Weltmeisterschaften im Speedway seit der Umstellung des Formats 1995 nur ein Grand-Prix-Rennen wegen einer Handverletzung verpasst.

## Leben
Seine professionelle Speedway Karriere startete er 1988, als er mit Billy Hamill aus den USA nach Großbritannien kam, um dort einige Rennen zu fahren. Bereits 1989 fuhr er erste Rennen in der ersten britischen Liga. 1992 wurde er mit Sam Ermolenko Paar-Weltmeister und mit dem US-Speedway-Team Team-Weltmeister. Diesen Titel verteidigte er mit dem amerikanischen Team im Jahr 1993. 1993 und 1994 qualifizierte er sich zudem für den Finallauf der Speedway-WM im Einzel. Er belegte 1993 Platz 16 verpasste im Jahr darauf als Vierter nur knapp das Podest, weil er im letzten Lauf der Veranstaltung nur Dritter wurde. Hätte er den Lauf gewonnen, wäre er sogar Weltmeister geworden. Nach der Umstellung des Formats der Weltmeisterschaft fuhr er weiterhin erfolgreich. 1997 wurde Hancock Weltmeister. 1998 folgte dann der dritte Team-WM-Titel mit dem amerikanischen Speedway-Team. Nach seinem Weltmeistertitel holte er mit dem dritten Platz 2004 und dem zweiten Platz 2006 noch zwei weitere Podiums-Platzierungen im Gesamtklassement der Weltmeisterschaft. 2011 sicherte er sich seinen zweiten Einzel-WM-Titel und am 11. Oktober 2014 sicherte sich der Kalifornier sein drittes Weltchampionat im Speedway Grand Prix. Am 22. Oktober 2016 sicherte sich Hancock in Melbourne zum vierten Mal WM-Gold.
Zurzeit fährt er in der Schwedischen Liga für Rospiggarna Hallstavik und in der polnischen Speedway Ekstraliga für Get Well Toruń.

## Erfolge

### Einzel
- Weltmeister: 1997, 2011, 2014, 2016
- Amerikanischer Meister: 1995, 1998, 2003, 2004, 2005, 2006
- 8 Grand-Prix-Siege

### Team
- Weltmeister: 1992, 1993, 1998
- Paar-Weltmeister: 1992
- Schwedischer Meister: 1996, 1997, 2001, 2002
- Britischer Pokalsieger: 1997, 2000, 2005
- Dänischer Meister: 1995
- Tschechischer Meister: 2000